# City Life (jeu vidéo)
Pour les articles homonymes, voir City Life.
 (avril 2021).
Si vous disposez d'ouvrages ou d'articles de référence ou si vous connaissez des sites web de qualité traitant du thème abordé ici, merci de compléter l'article en donnant les références utiles à sa vérifiabilité et en les liant à la section « Notes et références ».
City Life est un jeu vidéo de simulation urbaine développé par Monte Cristo. Comme pour la série des jeux SimCity, le joueur doit fonder sa propre ville, la bâtir et la gérer, reprenant en cela le thème initié par le tout premier SimCity de Will Wright en 1989. Il y rajoute la notion de communautés urbaines et de classe sociale, ce qui modifie radicalement le jeu.
Initialement prévu pour octobre 2005, le jeu est finalement publié en France le 14 avril 2006.

## Système de jeu
City Life met le joueur à la place du maire d'une ville, chargé de développer sa cité via des zones résidentielles, commerciales et de nombreuses infrastructures tout en gérant les problèmes auxquelles sont confrontés les villes. City Life met en avant la gestion de différentes communautés, délaissant le côté gestion d'argent, d'entreprises et de leur rentabilité.
En effet, le principe pour gagner de l'argent est plutôt simple ; il suffit qu'une entreprise ait atteint le nombre d'employés (issus de différentes cultures) maximum qu'elle requiert pour qu'elle soit rentable. Il est relativement facile d'avoir une balance mensuelle positive. Des options telles que le réglage des impôts sur le revenu n'est pas disponible dans le jeu. Le concept économique est donc assez simple. Ainsi, la difficulté du jeu réside essentiellement à maintenir l'ordre dans sa ville et à trouver un compromis entre les différentes cultures.

## Les Cultures
- Cultures amies
- Cultures ennemies

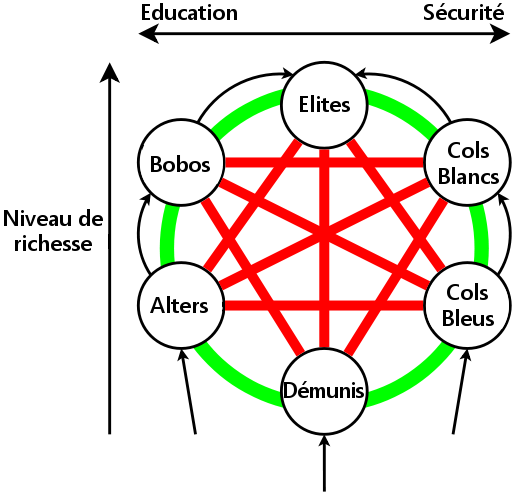
Cultures amies
Cultures ennemies
Diagramme montrant les interactions entre les différentes cultures urbaines présentes dans City Life. Faire cohabiter deux cultures non compatibles crée une tension culturelle qui peut vite dégénérer en conflit

Dans City Life, six communautés urbaines doivent vivre dans la ville du joueur pour la faire vivre et rendre ses infrastructures rentables. Pourtant il existe souvent des situations de conflit entre les cultures — appelés « tensions culturelles » —, c'est là la subtilité du jeu. Il y a deux classes dites « moyennes », les Cols Bleus et les Alters, une dite « pauvre », les Démunis et trois dites « hautes », les Cols Blancs, les Bobos et les Élites.
Monte Cristo a précisé sur le manuel du jeu que l'ensemble des cultures était censé caricaturer les classes sociales actuelles.

### Cultures à faible et moyen revenus

#### Les Démunis
Il s'agit de la culture la plus pauvre du jeu. Les démunis vivent dans des bidonvilles ou dans de vieux immeubles désaffectés. Ils sont pourtant nécessaires pour le fonctionnement des entreprises à bas revenu, de toutes les grandes entreprises col bleu ainsi que les parcs et les bâtiments de traitement des déchets. Il n'y a pas de situation de conflit avec les autres classes moyennes (Alters, Cols Bleus) mais il y a friction avec toutes les cultures à hauts revenus.
Les démunis sont symbolisés par des couleurs sombres : gris, marron, noir, etc.

#### Les Alters
Les Alters sont des personnes à la pensée progressiste, joyeuses, fans de musique et de nature, parfois hippies. Ils aiment à se divertir dans les salles de concerts, des bars populaires et toutes sortes de lieux culturels. Ils travaillent dans des entreprises à faible revenu de type ateliers de création, studios d'enregistrement… En tant qu'Alters ils apportent les services d'approvisionnement en ville, et commencent à apporter l'éducation, capitale à leurs yeux.
Leurs habitations sont des maisons de banlieues, des barres HLM et des immeubles de ville dans le style des quartiers populaires et branchés des grandes villes américaines. Ils sont souvent tagués ou couverts de graffitis et de peintures murales, aux couleurs chaudes : rouge, rose, orange, etc.
Les Alters apprécient les cultures Bobo et Démuni, ont de mauvaises relations avec les Cols Bleus et Élites mais détestent absolument les Cols Blancs.

#### Les Cols Bleus
Cette culture prolétaire vit dans le respect des règles traditionnelles. Ils vivent dans les maisons de banlieue individuelles typiques américaines. Les Cols Bleus sont des ouvriers et travaillent dans des usines à faible et moyen revenu. Leurs lieux de loisirs sont les pubs, cinémas et les attractions. Ils apportent dans un premier temps les services de santé puis les services de police et de protection contre le feu. Les Cols bleus s'investissent dans les petites entreprises ; ce sont eux qui rapportent le plus dans la catégorie des classes moyennes.

### Cultures à forts revenus

#### Les Bobos
La Culture Bobo est l'évolution des Alters. Toujours passionnés d'art, les Bobos s'investissent dans les musées et les opéras. Ils amènent, avec l'aide des Alters, l'éducation et les grands casinos. On apprend aussi qu'ils aiment la nourriture végétarienne. Ils vivent dans des immeubles et des maisons à l'architecture moderne et arrondie, dans des tons orangés et jaunes. Ils travaillent dans des entreprises diverses à fort revenu. Cette culture est opposée aux Cols Blancs, l'évolution des Cols Bleus.

#### Les Cols Blancs
Équivalents aux cadres, les Cols Blancs, évolution des ouvriers Cols Bleus, s'installent en ville et amènent avec eux la sécurité et les services de police. Il renforcent les services de santé des Cols Bleus. Parmi leurs loisirs se trouvent les grandes roues, musées de l'architecture, etc. Ils travaillent dans des entreprises de design industriel et d'architecture. Leurs habitations sont de formes modernes carrées et strictes dans des tons bleu clair et blanc. Ils vivent dans de hauts buildings ou des maisons individuelles ultra-modernes.
L'ensemble des services de ces cultures attire la communauté la plus riche du jeu.

#### Les Élites
La « Crème de la crème », les Élites sont les plus riches de la ville et font prospérer la ville grâce aux réseaux de banques qu'ils amènent. Mais pour les attirer il faut que l'ensemble des services proposés par les autres cultures soit satisfaisant, que la qualité de l'air soit idéale, la ville décorée et le voisinage agréable. C'est de loin la culture la plus dure à attirer dans la ville. Ils amènent les boutiques de luxe, les casinos. Ils demandent tous les services, santé, éducation, sécurité, approvisionnement et demandent les meilleures places dans la ville. Ils participent, avec les Cols Blancs et les Bobos au développement des énergies solaires et à celui des hauts-services d'éducation, de formation, de police. Ils vivent dans des habitations néo-gothiques, des manoirs, des grands bâtiments aux tons blancs et dorés.
Les Élites sont complètement contre l'image de la pauvreté et par conséquent contre les Démunis.